# Delphinium knorringianum
Delphinium knorringianum är en ranunkelväxtart som beskrevs av Boris Fedtjenko. Delphinium knorringianum ingår i släktet storriddarsporrar, och familjen ranunkelväxter. Inga underarter finns listade i Catalogue of Life.